# Bolívar (Álava)
Bolívar (en euskera Bolibar) es un concejo del municipio de Vitoria, en la provincia de Álava, País Vasco (España).

## Toponimia
Aparece recogido como Borinivar (Borin-ibar significa literalmente Vega del molino) y Bolinibar en el año 1025 en la Reja de San Millán.En otro documento de 1087 reproducido por Llorente se le denomina Bonibar, mientras que en 1294 se recoge como Bollivar, del que derivaría directamente el actual Bolívar.

## Localización
Se encuentra a 5.8 km de distancia de Vitoria. Se accede a la carretera A-2130 en dirección al cementerio de El Salvador para abandonarla poco antes de llegar a Otazu y continuar por la A-3104. 

## Geografía
El concejo se sitúa a la orilla del arroyo de Mendigurena, en un terreno montañoso que oscila entre los 600 y 700 metros, en la carretera que une Vitoria con Oquina. Pertenece a la Zona Rural Este de Vitoria.
|                        | Norte: Gámiz                  |                  |
| Oeste: Monasterioguren | Rosa de los vientos           | Este: Aberásturi |
|                        | Sur: Ullíbarri de los Olleros |                  |

## Historia
Bolívar fue agregado a Vitoria en 1258. Una tradición que se remonta a la Edad Media hace reposar los restos de San Segismundo, rey de Borgoña, en la iglesia parroquial de Bolívar. Sus supuestas reliquias se hallaban dentro de una arqueta, en un altar lateral. En el año 1572 visitó la iglesia de Bolívar Fr. Pedro de Medina, abad de San Millán, para conocer el sepulcro de San Segismundo.Su relicario fue llevado a Gámiz el 8 de mayo de 1949.
También es posible que en este lugar se alzara el monasterio de benedictinos de Bolívar. En el primer tercio del siglo XX fueron hallados restos humanos cerca del antiguo camino a Ullibarri.

## Demografía
En 2018 el concejo contaba con una población de 15 habitantes según el Padrón Municipal de habitantes del Ayuntamiento de Vitoria.
| Gráfica de evolución demográfica de Bolívar (Vitoria) entre 2000 y 2018                                  |
| |
| Población (2000-2017) según los censos de población del INE. Población según el padrón municipal de 2018 |

## Cultura

### Patrimonio material

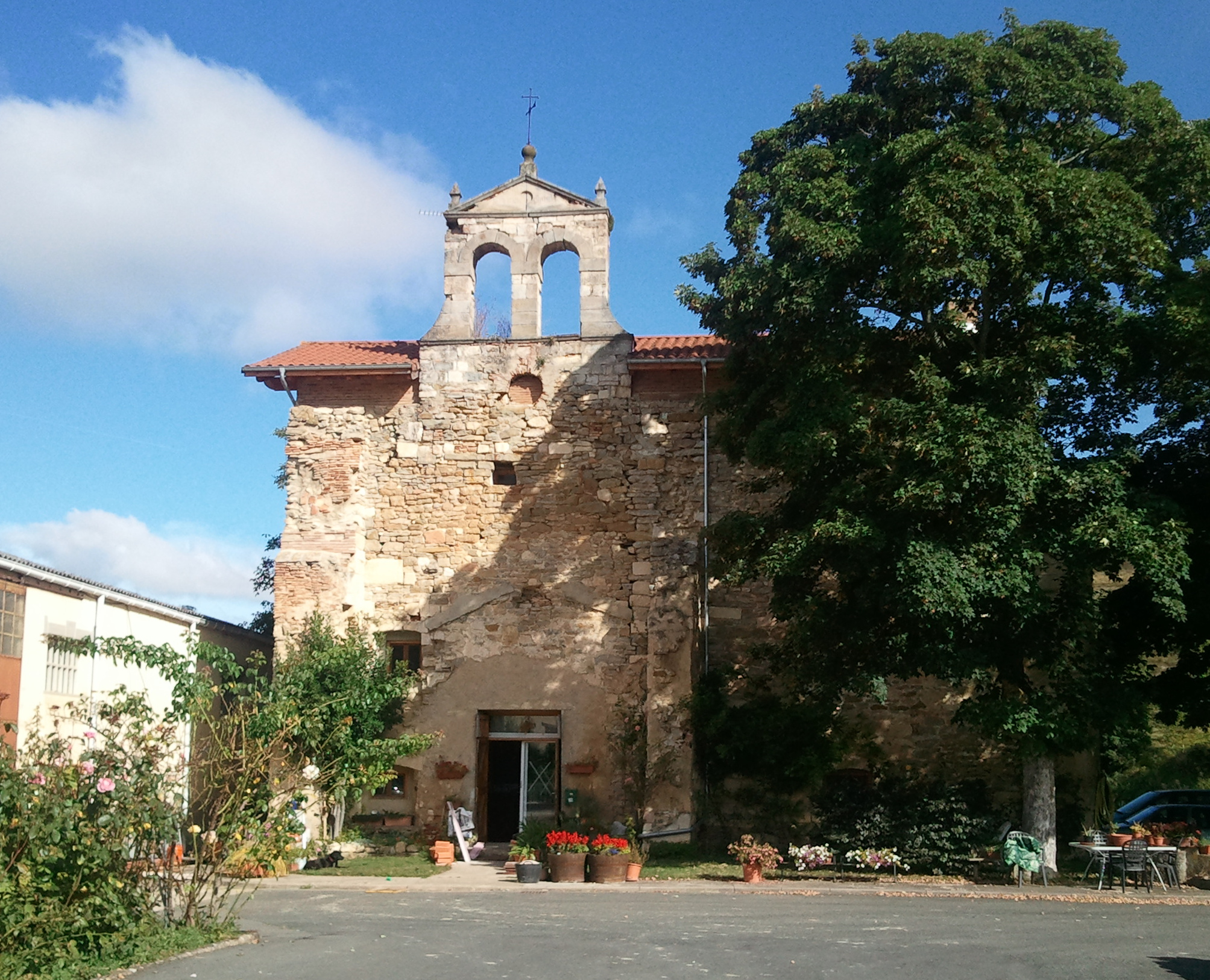
Iglesia de San Andrés de Bolívar

En su patrimonio monumental apenas cabe destacar la iglesia de San Andrés, que ya no posee culto y es propiedad privada. La portada original de la iglesia de Bolívar se conserva en la plaza interior del que fuera seminario viejo de Vitoria, junto a la Plazuela de Santa María. En la parroquia de S. Pablo de Vitoria se conserva la pila bautismal del siglo XIII y en la de San Ignacio (del mismo municipio), una Virgen María bajomedieval. La parroquia de San Francisco de Asís de Vitoria acoge al Sagrario del siglo XVI, y la del pueblo de Gámiz el relicario neoclásico de San Segismundo.
Existio una fuente encargada de suministrar agua potable, en épocas pasadas, a las personas y al ganado de Bolibar. Formaba junto al lavadero cubierto, hoy desaparecido, la tripleta pública de tipología conjunto nuclear.

### Patrimonio inmaterial
Los vecinos del concejo eran conocidos con el apodo de `Bubarros´ y celebran sus fiestas patronales en honor a San Andrés (30 de noviembre). Puesto que la iglesia desapareció y los vecinos son ahora feligreses de la iglesia de Gámiz, el patrón que festejan es Santa Eulalia (10 de diciembre).